# 宝石

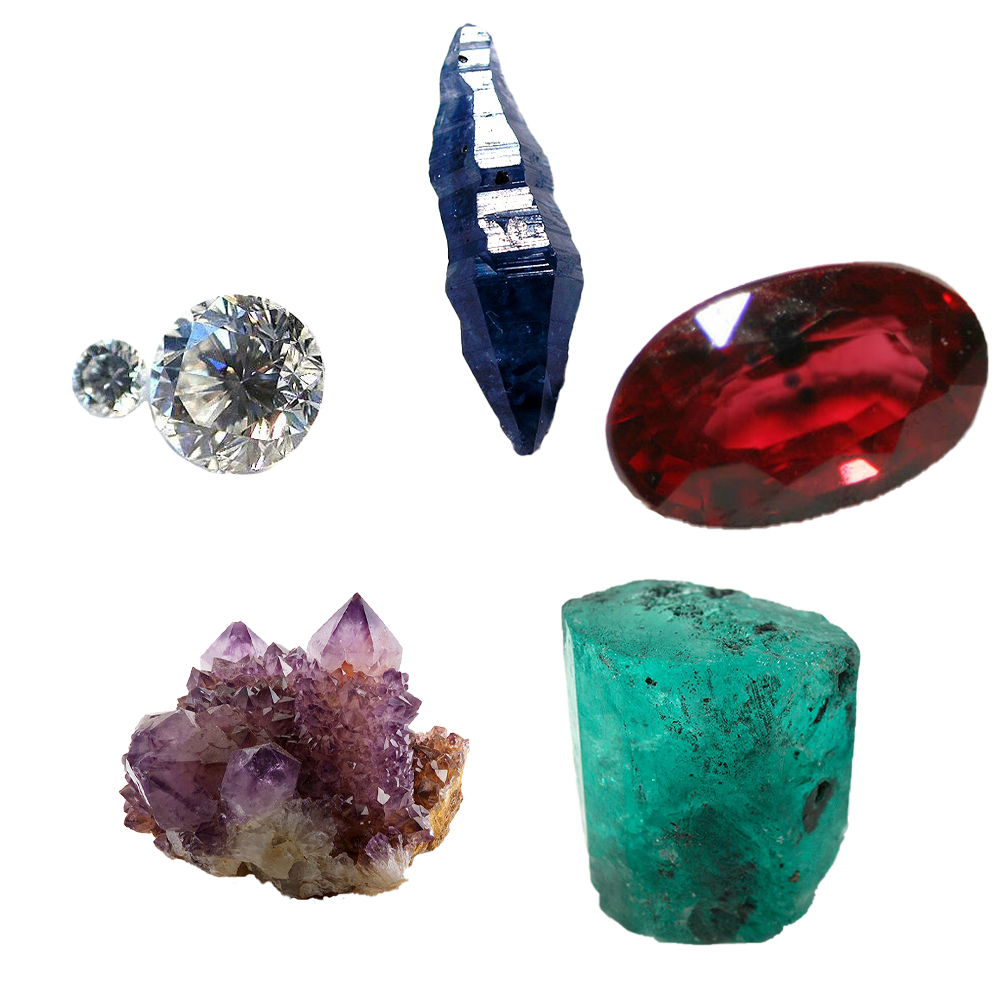
宝石色々。左上から時計回りにダイヤモンド、合成サファイア、ルビー、エメラルド、そしてアメシスト

宝石（ほうせき）とは、希少性が高く美しい外観を有する固形物のこと。
一般的に、外観が美しく、アクセサリーなどに使用される鉱物を言う。

## 概要
主に天然鉱物としての無機物結晶を指すが、ラピスラズリ、ガーネットのような数種の無機物の固溶体、オパール、黒曜石、モルダバイトのような非晶質、珊瑚や真珠、琥珀のような生物に起源するもの、キュービックジルコニアのような人工合成物質など様々である。
古の中華文明圏では、価値のある石を「玉（ぎょく）」と呼んだが、非透明、あるいは半透明のものだけが珍重され、その中でも翡翠が代表的だった（玉の本義である）。透明なものは「玉」として扱われず、石の扱いであった。例えばダイヤモンドを表す漢語は「金剛石」であり、玉ではない。一方で西欧を含む非中華文明圏では、ダイヤモンドに代表される透明な鉱物が宝石として特に珍重された。

## 条件
宝石としての必須条件は何よりその外観が美しいこと、次に希にしか産しないこと（希少性）であるが、第三の重要な条件として、耐久性、とりわけ硬度が高いことが挙げられる。これは、硬度が低い鉱物の場合、時とともに砂埃（環境に遍在する石英など）による摩擦風化・劣化のために表面が傷ついたりファセットの稜が丸みを帯びたりして、観賞価値が失われてしまうためである。例としてダイヤモンドはモース硬度10、ルビー・サファイアはモース硬度9である。石英のモース硬度は7であり、これらの宝石の硬度は石英のそれより高いことに注意されたい。例外的に硬度が7以下であってもオパール、真珠、サンゴなどはその美しさと希少性から宝石として扱われる。
硬度以外の耐久性の条件としては、衝撃により破壊されないこと（じん性）、ある程度の耐火耐熱性があること、酸、アルカリといった化学薬品に侵されないこと、経年変化により変色、退色しないことなどが挙げられる。その他、大きさ、色彩、透明度などの鑑賞的価値、知名度などの財産的価値といった所有の欲求を満たす性質が重要である。
ただし、宝石と云う扱いを受けても、知名度があまり高くない石は、収集家やマニア向けの珍品逸品、いわゆるコレクターズアイテムの位置に留まり、見た目の美しさと希少性だけが取り上げられ、その他の条件についてはかなり緩くなっている場合が多い。この手の石にはモース硬度2～5などといった傷つき易い石、空気中の湿気を吸い取ったり、酸化が進んで変質する石、紫外線を吸収して自然と退色する石、1カラットに満たない小さなそれしか取れない石、はてはお湯をかけるだけで溶けてしまう石などがあり、当然取り扱いには注意を要する。
知名度が高い石であっても取り扱いに注意を要する石もある。例を挙げるとオパールやトルコ石は石内部に水を含んでいるため乾燥により割れたり、オパールの場合その一大特徴である遊色効果が消失することもある。サンゴや真珠は酸には極端に弱く、レモン汁や食酢が付着しただけで変色する。琥珀は高温に弱くすぐ溶ける。エメラルドは内部に無数の傷を抱えているので、とりわけ衝撃には弱くたいへん割れ易い。

## 資産価値
鉱物の中で金属にあたり、希少性が高く化学反応や風化などによる経年変化が著しく低い鉱物を貴金属といい、金、銀、プラチナなどが該当する。したがって、材質のみから資産価値を定めた場合、換金性、実用用途に関しては貴金属の方が宝石よりおおよその場合優れている。貴金属、とりわけ金は価格算定の根拠となる世界的に通用する評価基準が決められており、相場や市場が整備され、さらに金本位制という経済制度によって各国通貨の貨幣価値を超国家規模で並列化している事に対し、宝石はダイヤモンドこそ国際的な評価基準ルールや市場、相場が定められているものの、それ以外はどの宝石もその評価基準は厳密ではなく、国や民族によっても大きく異なっている。具体的には、翡翠は東アジアの国々では高く評価されるが、欧米での評価はそれほどでもない（欧米で高く売買されるときは、最終的に中国に売り込むことが目論まれている）。逆に真珠のように日本国内よりも海外の方が高額で取引される宝石も存在する。誕生石が国によって異なるのもその辺りの事情を物語っている。一見貴金属並みの資産価値が確立されているように思えるダイヤモンドも、材質上の理由から火災などの高温環境にさらされると損傷を受け、資産価値が損なわれる可能性があるため、純資産として永続的に保有し続けるには難がある。

ただし、特定の宝石はホープダイヤモンドやコ・イ・ヌール、インドの星のように、その歴史的経緯や由来により動産や美術・博物収集品として品質以上の価値をもつことがままある。
上記のように資産性においては宝石は貴金属より安定しないものの、貴金属が宝飾向け以外にも、金属特有の優れた電気電導性、箔に代表されるように著しい展延性を活かした加工、耐酸化・還元性を生かした工業用途で多々用いられるように、宝石もまた人工生産により安定供給されるものを含め、工業用製品の材料として用いられている。例えばダイヤモンドは研磨材、ボーリングマシンのロッド、切削加工工具（バイト）などに使用され、サファイアはレコード針や高級腕時計の風防、クロマトグラフのプランジャー・精密機器基板、ルビーは機械式時計の軸受けやレーザー発振媒質、ガーネットはルビー同様のレーザー発振媒質および紙やすりの砥粒、水晶は水晶振動子や各種石英製品、真珠は漢方薬と個々の性質を生かして多様に用いられている。

## 命名
宝石の名称は地名やギリシャ語から名付けられることが多い。特に古くから宝石として扱われてきたものには、ルビーとサファイア、エメラルドとアクアマリンのように無機物としての組成は同一だが、微量に混入する不純物（ドーパント）により色が変わると名称も変わるものがある。中でも水晶を代表とする二酸化ケイ素を組成とするものは、その結晶形や昌質、色や外観が異なるだけで石英（クォーツ）、水晶（クリスタル）、アメシスト（紫水晶）、シトリン（黄水晶）、玉髄（カルセドニー）、メノウ（アゲート）、ジャスパー、カーネリアン、クリソプレーズ、アベンチュリンなど様々な名称で呼ばれている。また近年宝石として評価されるようになった新発見の鉱物に関しては、ゾイサイトやスギライトなど発見者や研究者の名に由来するものが多い。

## 分類

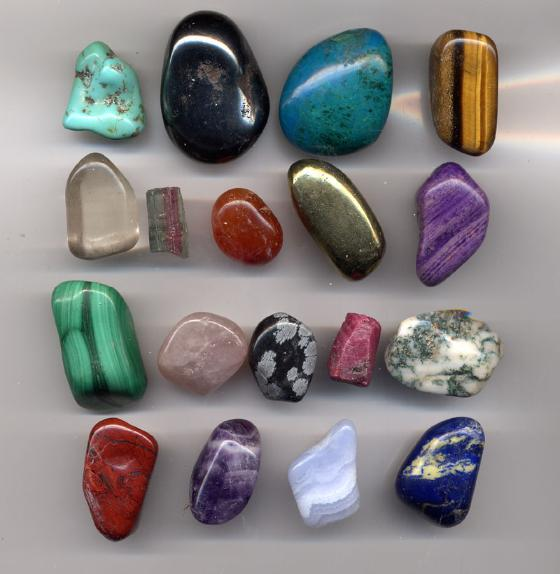
表面を研磨したカット前の様々な宝石や鉱物: 左上から右へターコイズ（トルコ石）、ヘマタイト（赤鉄鉱）、クリソコラ（珪孔雀石）、タイガーズアイ（虎目石）。2段目は水晶（石英）、トルマリン（電気石）、カーネリアン（紅玉髄）、パイライト（黄鉄鉱）、スギライト（杉石）。3段目はマラカイト（孔雀石）、ローズクォーツ（紅水晶）、スノーフレークオブシディアン（黒曜石）、ルビー（紅玉）、モスアゲート（苔瑪瑙）。4段目はジャスパー（碧玉）、アメシスト（紫水晶）、ブルーレース、ラピスラズリ（瑠璃）。

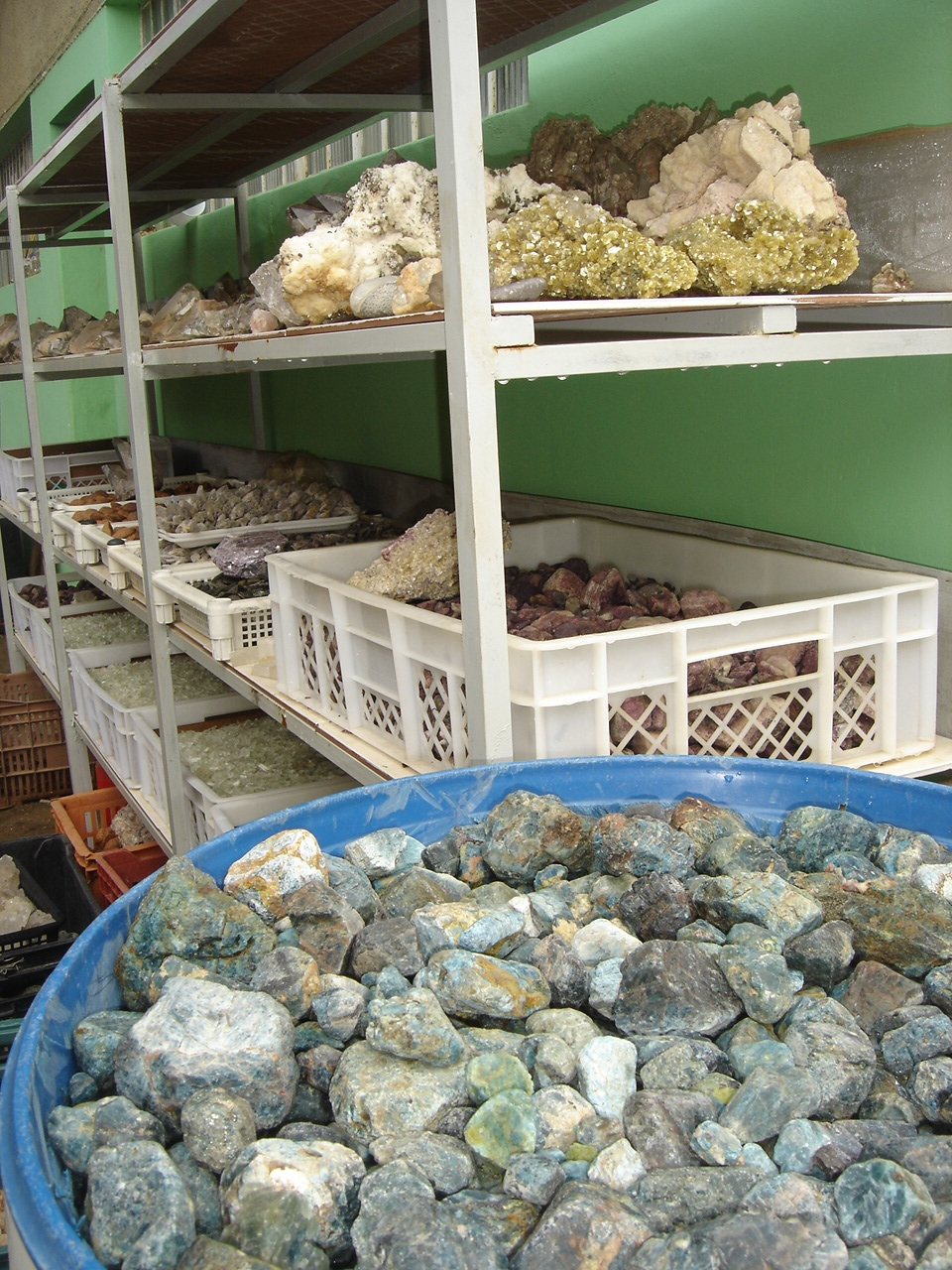
生の宝石

「宝石のはなし」（1989年刊）では「宝石は約70種ほどあるとされるが、よく知られた宝石は20種程度である」と記述される。刊行後に発見された物も含め、Wikipedia日本語版では110種余の試料を宝石として取り扱っている。

### 価値による分類
価値の高い石を貴石とし、やや価値の低い石を半貴石、もっと低い石を飾り石とする。貴石を宝石と呼ぶことがあるが、その場合半貴石は貴石と言い換えられる。

### 化学組成による分類
鉱物結晶
元素鉱物 ～ ダイヤモンド C、硫黄 S
実質ダイヤモンドのみで、硫黄は硬度が低い（モース硬度2）ため、コレクターズアイテムとしてしか扱われない。
硫化鉱物 ～ 白鉄鉱、黄鉄鉱 ともに FeS2、黄銅鉱 CuFeS2 など。
ヴィクトリア朝のイギリスなどでは多用されたが、時間と共に空中の湿気と反応して硫酸が浸み出る欠点がある。
現在では鉱物収集家のコレクターズアイテムとして扱われ、宝石として扱われることはほぼ無い。
酸化鉱物 ～ 石英 SiO2、スピネル MgAl2O4、コランダム Al2O3 など。
ケイ酸塩鉱物と共に多くの種が含まれる。

ケイ酸塩鉱物 ～ 緑柱石 Be3Al2Si6O18 、ジルコン ZrSiO4など。
よく知られた宝石は、これか酸化鉱物のいずれかである。ケイ酸イオンの構造により、さらに細分化される。
- ケイ酸塩及びホウ酸塩鉱物 ～ エルバイト Na(Li,Al)3Al6(BO3)3Si6O18(OH)4

エルバイトはトルマリンの1種で、宝石質のトルマリンの大多数はこれに分類される。
トルマリンはエルバイト以外にも数種あり、その組成はまた異なる。
- ケイ酸塩及びフッ化鉱物 ～ F-Type トパーズ Al2SiO4F2

フッ素 (F) が水酸基 (OH) に置換された OH-Type トパーズもある。
ハロゲン化鉱物 ～ 蛍石 CaF2 ビリオム石 NaF など。
美しいものもあるが、一般にどれも硬度が低く希少性にも欠ける（ただしビリオム石は希少）。
それ以上に食塩 NaCl に代表されるように、水溶性の石が多くコレクターズアイテムか飾り石程度にしか扱われない。
炭酸塩鉱物 ～ 方解石 CaCO3、白鉛鉱 PbCO3 など。
ハロゲン化鉱物に同じ。ただし水に溶けてしまうようなことはあまりない。
リン酸塩鉱物 ～ トルコ石 CuAl6(PO4)4(OH)8·4H2O、バリサイト AlPO4・2H2O

結晶構造による分類
鉱物結晶由来の石は、一つの大きな結晶からなる単結晶と、複数の小さな結晶粒が無数に集合して成立する多結晶の二つに大別される。多結晶に分類される石は、その全てが不透明～半透明であり、結晶と結晶の間に隙間を有する（多孔質）ため、染料などで染めやすいといった特徴がある。このような多結晶の石を集合体と呼び、構成する結晶粒の大きさにより、それぞれ顕晶質（結晶粒を肉眼で確認できる）、微晶質（結晶粒を顕微鏡下で確認できる）、潜晶質（直交ニコル顕微鏡下でのみ結晶粒が確認できる）と呼んで区別する。
- 単結晶 - ダイヤモンド、サファイアなどよく知られた透明な鉱物結晶宝石。
- 顕晶質集合体 - 水晶の群晶（クラスター）など。置物などにはされるがあまり装身用のジュエリーにはならない。
- 微晶質集合体 - アヴェンチュリン、クォーザイトなど。
- 潜晶質集合体 - カルセドニー（玉髄）、ターコイズ（トルコ石）など。

固溶体（混晶）
ペリドット (Mg,Fe)2SiO4
ガーネット ～ 主に以下の6種のケイ酸塩鉱物の固溶体。但し、比重の関係から下の3種（含カルシウム系）と上3種が混じりあうことは滅多にない。
アルマンディン Fe2+3Al2(SiO4)3、パイロープ Mg3Al2(SiO4)3、スペッサルティン Mn3Al2(SiO4)3
アンドラダイト Ca3Fe3+2(SiO4)3、グロッシュラー Ca3Al2(SiO4)3、ウヴァロヴァイト Ca3Cr2(SiO4)3
ラピスラズリ

など。ガーネットやペリドットは固溶体であるが、構成する物質はどれもケイ酸塩鉱物なのでケイ酸塩鉱物とも言える。
非晶質
オパール、黒曜石（オプシディアン）、モルダバイト、テクタイトなど。
主成分はどれも二酸化ケイ素 SiO2。
生物由来（化石）
黒玉、アンモライト、琥珀など。
生物由来（化石以外）
サンゴ、真珠、螺鈿、青貝、シェル、象牙、鼈甲など。
象牙、鼈甲以外の主成分はどれも炭酸カルシウム CaCO3。
象牙の主成分はヒドロキシアパタイト Ca5(PO4)3(OH)で鼈甲はタンパク質。
その他
キュービックジルコニア（二酸化ジルコニウムと安定化剤の混合物）、隕石など。

### 生成要因による分類
天然宝石
カットや研磨を除き、（模倣宝石に対して）人の手が加わっていない宝石。古くから王侯貴族が所有し、王冠などに取り付けられている石、博物館などに収蔵されているものが多く、特に大きな石についてはホープダイヤモンドといった固有名が付けられる。宝石のなかでは確実に資産価値があり、現在でもごくまれに大きなものが産出されるが、種によっては非常に珍しいので高値で取引されることがある。であるが、そのためには合成宝石や処理宝石でないことを証明する専門家の鑑定書などを要する。
なおどの石にどの程度の資産価値がつくかは石の種類、大きさ、美しさ、来歴（石の産地など）などにより異なる。新鉱山発見などで資産価値が劇的に下がる場合もあるし、逆にニセモノと判明してもジュエリーに付けられた石はジュエリーそのものの骨董的、美術的価値が認められればそれほど下がらない場合もありえる。
処理宝石
天然宝石に外観の改良（エンハンスメント）・改変（トリートメント）処理が加えられた石。天然宝石に含められることが多い。宝石店で宝石として指輪やネックレスのトップに加工され、天然を謳っているものはたいていこの類で、身を飾る目的には合致するが資産価値は乏しい。主な処理には加熱（黄水晶）、電磁波・放射線照射（ブルートパーズ）、着色目的を含めたガラスやオイルの含浸（エメラルド）、貴金属類の蒸着（アクアオーラなど）がある。経年変化や長期にわたる紫外線曝露、ひどい場合は超音波洗浄機による洗浄で処理前の姿に戻ってしまうことがある。
合成宝石（人工宝石）
天然宝石と同一の成分から科学的に作り出された宝石。天然宝石と化学成分・物理特性・内部構造が同じである。合成手法により原価が大きく異なるので価格も変わり、ベルヌーイ法で合成されたものは組成や結晶構造は全く同じにもかかわらず、単なる飾り石とされふつう宝石扱いされない。熱水法やフラックス法はコストも時間もかかるので製造原価が嵩むが、それでも天然宝石や処理宝石に比較して価格は安い。さらに、天然宝石にはしばしば見られる内包物（インクルージョン）やヒビ、傷がなく、見た目は天然宝石より美しいにもかかわらず一般に評価は低く、日本ではニセモノ扱いの域を出ず資産価値もないとされる。ダイヤモンドの場合は採算性の問題から遺灰ダイヤモンドといった非常に特殊な需要を除き、宝石質の石が合成されることはほとんどない。
人造宝石
天然宝石とは異なる物質を使用して作り出された、天然宝石様の宝石。もともとは工業用材料の開発において、偶然生み出されたものを宝石向けに転用したもの。キュービック・ジルコニア (CZ)、ヤグ (YAG)、スリージー (GGG) など。本来ジルコニアはバデライトという鉱物であるが、単屈折にするために添加物を加えて立方晶（キュービック）とするなどによりダイヤモンドに作為的に近づけたものである。
模造宝石
ガラス・プラスチック・陶器・骨・植物などを使用して天然宝石を模したもの。ラインストーンやタチウオの皮を貼った模造真珠、プラスチックパールなど。

## 宝石をテーマとした作品
宝石の奪い合いは推理小説や犯罪小説において定番の設定となっている（作品名は割愛）。
また宝石の擬人化・擬獣化ものなど宝石モチーフのキャラクター物も定番となっており、これには『ジュエルペットシリーズ』（アニメ: 2009年〜2015年、テレビ東京ほか）、『スティーブン・ユニバース』（アニメ: 2014年〜2021年、カートゥーン ネットワーク）、『宝石の国』（原作: 2012年〜2024年、アニメ: 2017年秋、TOKYO MXほか）、『宝石姫』（ゲーム: 2018年〜）などが存在する。
宝石ミステリー物ではヒューマンドラマが中心の『宝石商リチャード氏の謎鑑定』（小説: 2015年〜、アニメ: 2020年冬、TOKYO MXほか）、『七つ屋 志のぶの宝石匣』（漫画: 2013年〜）などが登場している。
宝石商をテーマとした作品では『宝石商のメイド』（漫画: 2020年〜）が、鉱物採集をテーマとした作品では『瑠璃の宝石』（漫画: 2019年〜、アニメ: 2025年夏、TOKYO MXほか）が登場している。

## 関連文献
- 『雑学図解　鉱物・宝石の不思議』近山晶宝石研究所所長　近山　晶=監修　ナツメ社　ISBN 4-8163-3858-6